# LiBerté Tour teatrale 2018/2019
Liberté Tour teatrale 2018/2019 è il sedicesimo tour ufficiale della cantante italiana Loredana Bertè. 
Si tratta della prima tournée interamente nei teatri e non solo dopo diversi anni in cui l'artista aveva alternato i teatri in inverno e le piazze durante la stagione primaverile ed estiva. Le date alternano teatri a luoghi più grandi come piccoli palazzetti (Rimini, Rovereto) o anfiteatri o piazzali di importanti manifestazioni (Rock in Roma e simili)
È inoltre il primo tour a promozione di un disco di inediti (LiBerté) a distanza di 14 anni.
Nel dettaglio, le ultime tournée dell'artista sono:
Tour 1974-2014  (2014-2015): tour teatrale/di piazze per celebrare i 40 anni di carriera
Amiche sì Tour (2016-2018) : tour di piazze (con qualche teatro) per promuovere la raccolta Amici non ne ho... ma amiche sì! (2016) ed il singolo Non ti dico no (2018).
La tournée si divide in tre leg: una autunnale, una primaverile ed una estiva; quest'ultima si tiene outdoor e, a discapito del nome del tour, si terrà principalmente in forum all'aperto, arene e piccoli stadi e solo di rado in teatri

## Date
| Date | Città                   | Luogo                                     | Biglietti venduti/Capacità | Percentuale Biglietti Venduti |
| Leg 1- Autunno 2018 | Leg 1- Autunno 2018     | Leg 1- Autunno 2018                       | Leg 1- Autunno 2018        |                               |
| --- | ----------------------- | ----------------------------------------- | -------------------------- | ----------------------------- |
| 17 novembre 2018 | Montecatini Terme       | Teatro Verdi                              | 1000/1000                  | 100%                          |
| 27 novembre 2018 | Milano                  | Teatro Nazionale                          | 1500/1500                  | 100%                          |
| 7 dicembre 2018 | Vicenza                 | Teatro Comunale                           | 910/910                    | 100%                          |
| 10 dicembre 2018 | Legnano                 | Teatro Galleria                           | 1268/1268                  | 100%                          |
| 15 dicembre 2018 | Torino                  | Teatro Colosseo                           | 1503/1503                  | 100%                          |
| Leg 2- Primavera 2019 |                         |                                           |                            |                               |
| 29 marzo 2019 | Firenze                 | Teatro Tuscanyhall                        | 1700/1700                  | 100%                          |
| 2 aprile 2019 | Jesolo                  | Palazzo del Turismo                       | 3950/4000                  | 95%                           |
| 6 aprile 2019 9 aprile 2019 | Varese                  | Teatro Openjobmetis                       | 1208/1208                  | 100%                          |
| 12 aprile 2019 | Rimini                  | RDS Stadium                               | 4900/5000                  | 90%                           |
| 16 aprile 2019 | Roma                    | Teatro Brancaccio                         | 1300/1300                  | 100%                          |
| 30 aprile 2019 | Livorno                 | Teatro Goldoni                            | 800/900                    | 90%                           |
| 6 maggio 2019 | Milano                  | Teatro Nazionale                          | 1500/1500                  | 100%                          |
| 11 maggio 2019 | Bologna                 | Teatro Duse                               | 949/949                    | 100%                          |
| 17 maggio 2019 21 maggio 2019 | Bergamo                 | Teatro Creberg                            | 1526/1526                  | 100%                          |
| 29 maggio 2019 | Parma                   | Teatro Regio                              | 1340/1340                  | 100%                          |
| 2 giugno 2019 | Rovereto                | Palazzetto dello sport                    | 2500/2500                  | 100%                          |
| Leg 3- Estate 2019 |                         |                                           |                            |                               |
| 8 luglio 2019 | Grugliasco              | Gru Village 105 Music Festival            | 4700/4700                  | 100%                          |
| 19 luglio 2019 | Brescia                 | Brescia Summer Music, Piazza Loggia       | 10000/10000                | 100%                          |
| 23 luglio 2019 | Caserta                 | Belvedere di San Leucio                   | 2900/3000                  | 90%                           |
| 27 luglio 2019 | Ostia antica            | Teatro Romano, Rock in Roma               | 4000/4000                  | 80%                           |
| 31 luglio 2019 | Chieti                  | Anfiteatro La Civitella                   | 5500/5500                  | 100%                          |
| 3 agosto 2019 | Castelvetrano           | Parco Archeologico Anfiteatro di Partanna | 2000/2000                  | 100%                          |
| 7 agosto 2019 | Noci                    | Nuovo Foro Boario                         | 3000/3000                  | 100%                          |
| 10 agosto 2019 | San Pancrazio Salentino | Forum Eventi                              | 14500/14800                | 98%                           |
| 16 agosto 2019 | Cinquale                | Arena della Versilia                      | 7000/7000                  | 100%                          |
| 24 agosto 2019 | Cerveteri               | Piazza                                    | 15.000/15.000              | 100%                          |
| 28 agosto 2019 | Benevento               | Piazza                                    | 25 000/10.000*             | 225% (100%)                   |
| 1 settembre 2019 | Verona                  | Teatro Romano                             | 1860/1860                  | 100%                          |
| 4 settembre 2019 | Sesto San Giovanni      | Carroponte                                | 11000/12000                | 95%                           |
| 7 settembre 2019 | Modena                  | Arena Ponte Alto                          | 4000/4000                  | 100%                          |
| 14 settembre 2019 | Palermo                 | Teatro di Verdura                         | 3000/3000                  | 100%                          |
| 24 settembre 2019 | Lugano, Svizzera        | Palazzo dei Congressi                     | 3000/3000                  | 100%                          |
| 28 settembre 2019 | Aprilia                 | Piazza Roma                               | 12.000/15.000              | ???                           |
| Leg 4- Estate 2020 Leg 4 Autunno 2020 |                         |                                           |                            |                               |
| Le date, inizialmente previste per la primavera/estate 2020 sono state rinviate a causa dell'emergenza sanitaria Covid-19 . Le date che erano state già rinviate alla stagione autunnale/invernale sono state nuovamente annullate nel mese di Settembre 2020 per il prorogarsi dell'emergenza sanitaria e non verranno nuovamente riconfermate nel 2021 , anno in cui partirà un tour a supporto di nuovi progetti e non più all'album LiBerté |                         |                                           |                            |                               |
| 3 marzo 2020 16 novembre 2020 | Genova                  | Politeama Genovese                        | ??/??                      | -                             |
| 6 marzo 2020 21 novembre 2020 | Bassano del Grappa      | PalaDue                                   | ??/??                      | -                             |
| 8 aprile 2020 1 dicembre 2020 | Torino                  | Teatro Colosseo                           | ??/??                      | -                             |
| 11 aprile 2020 11 gennaio 2021 | Assago                  | Teatro RePower                            | ??/??                      | -                             |

Il numero di biglietti venduti è da intendersi in sola prevendita. I dati effettivi vengono rilasciati alcune settimane dopo il concerto. I dati effettivi sommano prevendite+biglietti venduti in serata al botteghino (spesso capita che i secondi superino i primi per problemi sorti durante la prevendita)

## Concerti annullati o rinviati
I concerti di Varese (previsto il 6 aprile 2019) e di Bergamo (previsto il 17 maggio) sono rinviati rispettivamente ai giorni 9 aprile e 21 Maggio a seguito dell'ufficializzazione del ruolo di giudice ad Amici di Maria De Filippi da parte di Loredana Bertè.
Il concerto previsto a Chieti per il giorno 31 luglio è stato annullato
Il concerto previsto a Castelvetrano il 3 agosto ha subito un cambiamento di location: dal Parco Archeologico di Selinunte all'Anfiteatro di Partanna
I concerti previsti dal mese di Marzo 2020 al mese di Agosto 2020 sono stati annullati a causa dell'emergenza Covid-19 . Alcuni di questi sono stati riprogrammati tra la fine del 2020 e gli inizi del 2021.
I concerti riprogrammati sono stati infine annullati a causa della proporga dell'emergenza sanitaria.